# 이동주 (야구 선수)
이동주(李棟周)은 전 KBO 리그 삼미 슈퍼스타즈의 선수이다. 등번호는 14번을 달았다.